# Le Manuscrit (Buffy)
Pour les articles homonymes, voir Le Manuscrit.
Le Manuscrit est le 12e et dernier épisode de la saison 1 de la série télévisée Buffy contre les vampires

## Résumé
La fin de l'année approche et le Bal du Printemps est pour bientôt. Alors qu'Alex se prépare avec Willow à inviter Buffy au bal et que cette dernière combat des vampires dans le cimetière, Giles parvient à traduire le Codex qu'Angel lui a fourni dans l'épisode précédent. Les textes contiennent une ancienne prophétie annonçant la mort de la Tueuse lors de son affrontement avec le Maître. Au même moment, de nombreux faits occultes et graves se déroulent dont un tremblement de terre : l'Apocalypse se rapproche. Giles, perturbé par cette funeste prévision, tente de trouver une solution avec l'aide d'Angel et Jenny Calendar. Pendant ce temps, Alex avoue à Buffy ses sentiments pour elle,  dans une demande maladroite de l'accompagner au bal. La réponse négative crée un malaise entre les deux et déprime le jeune homme. 
Par la suite, Buffy surprend une discussion entre Angel et Giles et découvre la prophétie. Son angoisse de mourir et l'évidence de cette mort presque imminente la conduit au déni et à la colère. Elle annonce aux deux hommes qu'elle refuse de mourir à 16 ans et qu'elle souhaite abandonner son rôle de Tueuse. Plus tard dans la soirée, la jeune fille parle avec sa mère et trouve du réconfort lorsque celle-ci lui offre une robe et lui raconte sa jeunesse. 
Le jour du bal, quatre élèves du lycée sont retrouvés tués par des vampires par Willow et Cordelia, la première ayant accepté d'aider la seconde à préparer le Bal. En voyant la mort de si près, l'amie de Buffy est en état de choc. Elle fait part à Buffy de son impression selon laquelle les vampires ont envahi le monde normal. Buffy, ayant retrouvé détermination et courage, décide alors d'aller combattre le Maître même après l'interdiction de Giles, qu'elle assomme afin qu'il ne l'empêche pas d'accomplir son destin. En sortant du lycée, elle croise Le Juste des Justes, qui l'emmène à l'église souterraine où commence le combat entre elle et le Maître. Alors que le vampire parvient à maîtriser et immobiliser la jeune fille, il lui explique qu'il n'aurait pu quitter le monde souterrain si elle n'était pas descendue et ne lui avait pas offert son sang. Buffy a donc réalisé la prophétie en souhaitant l'éviter. Le Maître boit de son sang et la laisse se noyer dans une mare. Entretemps, Willow et Alex ont retrouvé Giles et ont pris connaissance de la prophétie. Refusant de laisser leur amie mourir, Alex est allé chercher l'aide d'Angel, qui le guide jusque dans les souterrains pour aider Buffy dans son combat. Lorsqu'ils arrivent, il est trop tard : elle semble être morte, et le Maître est parti. Alex, la pensant noyée, lui fait alors du bouche-à-bouche et parvient à la ranimer. Buffy, se sentant « plus forte », se lance à la poursuite du Maître.  
Pendant ce temps Giles, Mlle Calendar, Willow tentent de découvrir où Le Maître va ouvrir les portes de l'Enfer. Lorsqu'elles tentent de quitter le lycée,  Mlle Calendar et Willow découvrent qu'il est assiégé par une horde de vampires et sont aidés par Cordelia, qui les ramène avec sa voiture jusque dans la bibliothèque et tous les quatre doivent barricader toutes les entrées face aux assauts des créatures. Il s'avère que Le Maître compte déclencher l'Apocalypse et ouvrir la Bouche de l'Enfer juste sous le lycée. Il s'y rend, suivit ainsi de Buffy, Buffy et Angel. Une hydre finit par surgir du sol de la bibliothèque, à l'endroit de l'épicentre du tremblement de terre, mettant le groupe en difficulté. La Tueuse entame elle son second combat contre le Maître sur le toit du bâtiment et est visiblement plus forte et moins soumise à ses pouvoirs. Elle parvient finalement à envoyer le vampire sur un pieu géant créé par la destruction du mobilier de la bibliothèque par l'hydre. Sa mort fait s'enfuir les autres vampires et retourner l'hydre sous terre, alors que ne reste qu'au milieu de la pièce que son squelette. Au terme de la bataille, tous semblent bouleversés par les évènements, particulièrement Buffy mais elle est malgré tout heureuse d'être en vie avec ses amis. Pour fêter leur victoire, le groupe décide de partir au Bal au Bronze. 

## Statut particulier de l'épisode
Cet épisode oppose pour la première et unique fois de la saison Buffy au méchant principal et se termine par la mort du Maître. Cet événement a été spécifiquement gardé pour l'épisode, Joss Whedon voulant éviter que la série ne tombe dans la répétition en proposant plusieurs affrontements entre Buffy et le Maître. Whedon classe l'épisode à la 10e place dans la liste de ses épisodes favoris, mettant en avant le fait que c'est le premier qu'il a lui-même réalisé, la première fois qu'il tuait Buffy et le premier arc narratif qu'il clôturait. Le bref état de mort clinique de Buffy a d'importantes conséquences puisqu'une nouvelle Tueuse est activée et que Buffy n'est plus dans la lignée officielle des Tueuses.
Jonathan V. Last, écrivant pour The Weekly Standard, le classe à la 10e place des meilleurs épisodes de la série, affirmant que c'est « un remarquable épisode à propos du devoir, de la peur et du libre-arbitre ». Lors d'un sondage organisé en 2012 par la chaîne Syfy, les téléspectateurs l'ont classé à la 19e place des meilleurs épisodes de la série. Pour Noel Murray, du site The A.V. Club, l'épisode « sait exactement où il va et pourquoi », étant un « parfait exemple de comment scénariser et diriger la série », avec comme seul défaut mineur une histoire un peu trop compressée, et les interprétations sont convaincantes et même « souvent déchirantes ». La BBC évoque une « conclusion très satisfaisante » pour la saison qui « met en valeur les performances d'acteur de la distribution principale en plaçant les personnages dans des situations inhabituelles ». Mikelangelo Marinaro, du site Critically Touched, lui donne la note de B+, estimant que c'est « une étape importante dans la bonne direction », après une première saison irrégulière, avec « une tonalité et une réalisation mûrement réfléchies » qui vont « au cœur des thèmes de la série » et « quelques scènes vraiment percutantes » qui portent l'épisode jusqu'à son final, lequel est paradoxalement plus faible car il « détonne avec le reste en adoptant un ton plus comique ».

## Distribution

### Acteurs crédités au générique
- Sarah Michelle Gellar : Buffy Summers
- Nicholas Brendon : Alexander Harris
- Alyson Hannigan : Willow Rosenberg
- Charisma Carpenter : Cordelia Chase
- Anthony Stewart Head : Rupert Giles

### Acteurs crédités en début d'épisode
- Mark Metcalf : Le Maître
- David Boreanaz : Angel
- Kristine Sutherland : Joyce Summers
- Robia LaMorte : Jenny Calendar
- Andrew J. Ferchland : Le Juste des Justes

## Musique
- Patsy Cline - I Fall To Pieces
- Jonatha Brooke & The Story - Inconsolable